# Que no (canción de Café Tacvba)
«Que no» es una canción grabada por la banda de rock alternativo mexicana Café Tacvba. La canción fue escrita y producida por Ruben Albarrán el integrante principal de la misma y Quique Rangel fue lanzada a finales del mes de marzo de 2017 como el segundo sencillo oficial de su octavo álbum de estudio Jei Beibi.

## Video musical
El video musical oficial de la canción salió en YouTube en marzo del 2017, fue dirigido por Carl Zitelman y Rubén y tuvo como invitada a la modelo albina Ruby Vizcarra en donde se encuentra caminando en un paisaje nevado.

## Lista de canciones

### Descarga digital[6]
| Que no — Single |          |          |  |
| N.º             | Título   | Duración |  |
| 1.              | «Que no» | 5:25     |  |